# Christine Conradt
 (décembre 2019).
Si vous disposez d'ouvrages ou d'articles de référence ou si vous connaissez des sites web de qualité traitant du thème abordé ici, merci de compléter l'article en donnant les références utiles à sa vérifiabilité et en les liant à la section « Notes et références ».
Christine Conradt, née en octobre 1973, est une scénariste et réalisatrice américaine, originaire du Nebraska.

## Biographie
Christine Conradt a écrit le scénario de plus de 60 films, produit une vingtaine de films et en a réalisé 3. Elle a aussi fait des apparitions occasionnelles non-créditées dans certains de ses films. 
Elle s'est notamment démarquée, comme scénariste, avec des séries de films faits pour la télévision sur des thèmes récurrents, comme les séries: 
- The Perfect... : l'assassin est généralement une personne qui semble à première vue dotée d'une très belle personnalité.

- Revenge : l'assassin est une personne avec des problèmes mentaux importants et tente de prendre sa revanche sur d'autres personnes.

- Secret : l'assassin tue pour continuer de cacher un secret important, par exemple, pour cacher un meurtre précédent.

Elle a aussi participé à la création de la série 17 qui met en vedette un personnage de cet âge et qui commet ou est victime d'actes criminels. 
Plusieurs de ses films ont été faits pour la télévision et ont été présentés sur la chaîne américaine Lifetime. 
Elle a publié 3 livres de la série 17 en 2018 soit Missing at 17, Pregnant at 17 et Murdered at 17. 

## Publications
- Missing at 17, Harper Collins, 2018.
- Pregnant at 17, Harper Collins, 2018.
- Murdered at 17, Harper Collins, 2018.

## Réalisations
- Flirting with Madness[2] », 2015, aussi connu sous le nom « The Bride He Bought Online »
- Une mère diabolique  (Killer Mom), 2017[3]
- 12 Days for Giving, 2017[4]